# Roxana Timiș
Roxana Timiș (* 6. März 1996 in Târgu Mureș, Kreis Mureș als Roxana Recorean) ist eine rumänische Fußballschiedsrichterin.

## Werdegang
Seit 2024 steht Timiș auf der Liste der FIFA-Schiedsrichter und leitet internationale Fußballpartien. Sie gehört zur Gruppe der UEFA-Second-Category-Schiedsrichterinnen, der dritthöchsten Schiedsrichterinnen-Kategorie.
Timiș wurde für die U-17-Europameisterschaft 2025 auf den Färöern nominiert. Zudem leitete Timiș Spiele in der EM-Qualifikation für die Europameisterschaft 2025 in der Schweiz sowie diverse Qualifikations- und Freundschaftsspiele.
Timiș wohnt in Mediaș im Kreis Sibiu und arbeitet hauptberuflich als Polizistin.